# Iconoclasm

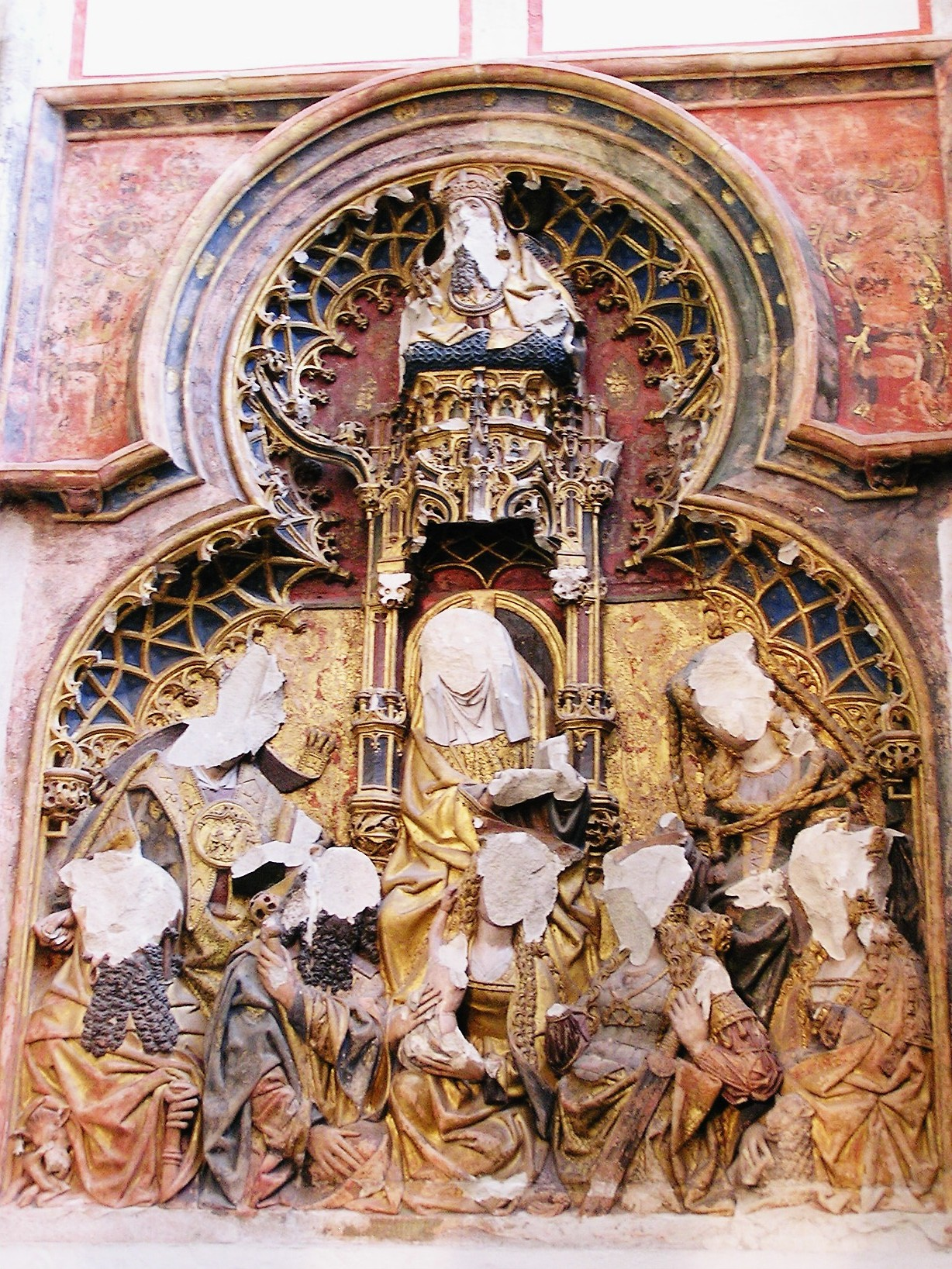
Iconoclasm protestant: desfigurarea reprezentărilor de sfinți în Domul din Utrecht.

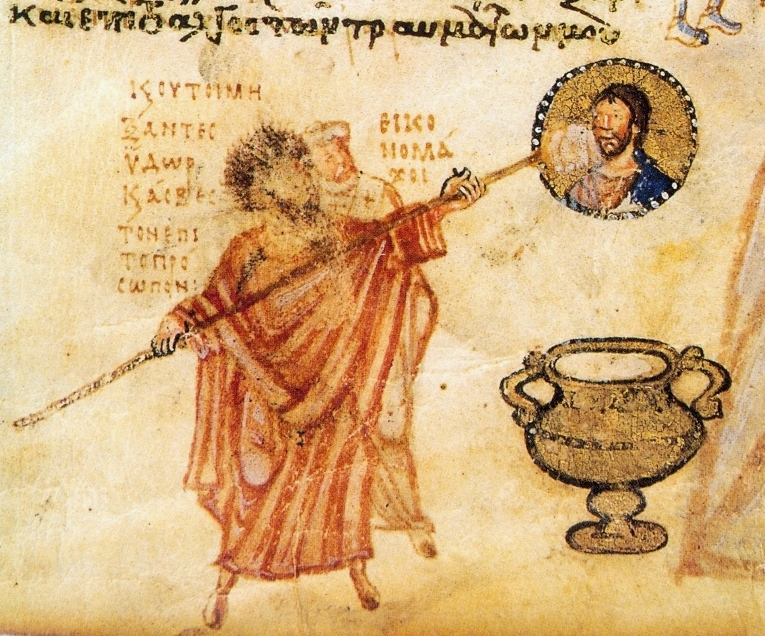
Iconoclasm bizantin: vopsirea icoanelor cu var, reprezentată într-o psaltire din sec. al IX-lea.

Iconoclasmul (din limba greacă eikon, „imagine” + klasma, „distrugere”) este acțiunea de a înlătura sau distruge reprezentări considerate anterior sfinte. Demersuri iconoclaste au existat în Imperiul bizantin (iconoclasmul bizantin), în reforma protestantă, în Islam, în timpul revoluției franceze ș.a.m.d.

## Galerie de imagini

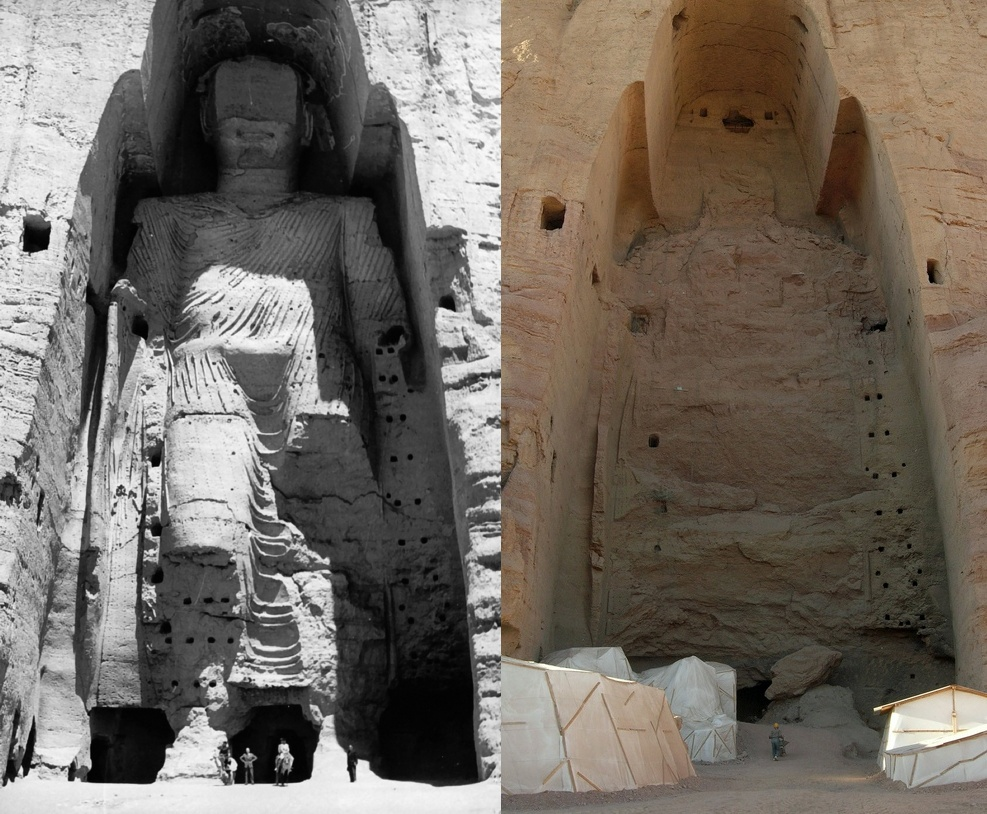
Distrugerea Statuii lui Buddha de la Bamian de talibani în anul 2001.